# جائزة الأمير عبد الله الفيصل للشعر العربي
جائزة الأمير عبد الله الفيصل للشعر العربي هي جائزة عالمية أعلن عنها الأمير خالد الفيصل في نوفمبر 2018م، تحت إشراف أكاديمية الشعر العربي بجامعة الطائف في المملكة العربية السعودية، تمنح للشعراء العرب لتحفيز وتنمية الإبداع الشعري، وكانت تغطي مع انطلاقتها ثلاثة أفرع هي: الشعر العربي بجائزة مقدارها نصف مليون ريال، وفرع الشعر العربي المسرحي وتبلغ قيمة الجائزة 300 ألف ريال، والشعر المغنى وجائزته 200 ألف ريال. ويُعلن عن الفائزين في 21 مارس الموافق لليوم العالمي للشعر. وقد أضيف فرع رابع في الدورة الثانية عام 2020م تمنح جائزته لأفضل مبادرة في دعم الشعر العربي. ثم أعلن في عام 2022م عن إضافة فرعين في النسخة الرابعة هما: جائزة الأمير عبد الله الفيصل للديوان، وجائزة الشاعر الواعد.

## فروع الجائزة

### جائزة التجربة الشعرية
تمنح جائزة مقدارها نصف مليون ريال سعودي لشاعر عربي معاصر على كافة أعماله الشعرية، ويشترط ألا يقل انتاجه الشعري عن 3 دواوين مطبوعة ومكتوبة باللغة العربية الفصحى، على أن يكون ترشيح الشاعر من خلال إحدى المؤسسات الثقافية المتخصصة، أو دور النشر العربية أو العالمية.

### جائزة الشعر العربي المسرحي
وهي مخصصة للشعر العربي المسرحي المكتوب باللغة العربية الفصحى، على أن يكون سليم من الأخطاء اللغوية والعروضية، وأن يكون للشاعر إنتاج أدبي منشور ومكتوب باللغة العربية الفصحى، لا يقل عن ديوان واحد أو مسرحية شعرية واحدة أو من القصائد المنشورة في حدود 10 قصائد على الأقل، ويُرشح العمل المسرحي من إحدى جمعيات الثقافة والفنون، أو النوادي الأدبية أو المؤسسات الثقافية المتخصصة، أو المؤسسات الفنية، ويجوز الترشح الشخصي على أن يكون بتوصية جهة معتمدة، وتبلغ قيمة الجائزة 300 ألف ريال سعودي.

### جائزة القصيدة المغناة
تمنح جائزة 200 ألف ريال للجهة المنتجة لعمل غنائي قائم على قصيدة لأحد الشعراء العرب المعاصرين، ويشترط أن تلتزم القصيدة في موسيقاها بالإيقاع الشعري المنضبط العمودي والتفعيلة، وأن يكون للشاعر إنتاج شعري لا يقل عن ديوان أو عدد من القصائد المغناة والمنشورة في حدود 10 قصائد، وأن يتم ترشيح الأغنية من خلال إحدى جمعيات الثقافة والفنون أو النوادي الأدبية أو المؤسسات الثقافية المتخصصة، أو من خلال المؤسسات الفنية في الوطن العربي، ويمكن للجهة المنتجة ترشيح نفسها على أن يكون الترشيح بتوصية جهة معتمدة. وأن تلتزم الجهة الفائزة بالحضور بصحبة شاعر القصيدة ومغنيها وملحنها للحفل، وأداء الأغنية على المسرح.

### جائزة أفضل مشروع في خدمة الشعر العربي
تمنح جائزتها ومقدارها 100 ألف ريال سعودي لمشاريع لأفراد والمؤسسات التي تخدم الشعر العربي وتمثل إضافة نوعية مؤثرة في المشهد الشعري العربي.

### جائزة الأمير عبد الله الفيصل للديوان
يحق للأفراد، ودور النشر المعتمدة، أو المؤسسات الثقافية العربية، أو الوكالات الأدبية الترشيح للجائزة، وتبلغ جائزتها 200 ألف ريال سعودي.

### جائزة الشاعر الواعد
تم استحداث هذا الفرع بعد الإعلان عن نتائج الفائزون بالجائز في دورتها الأولى، وتقدر قيمة الجائزة في هذا الفرع بنصف مليون ريال سعودي تتوزع على الفائزين بالمراكز الثلاثة الأولى، من المرشحين للجائزة في مرحلتي الثانوية والبكالوريوس.

## أهداف الجائزة
- تنمية الإبداع الشعري ودعمه.
- تعزيز دور الشعر في الثقافة العربية.
- إقامة البرامج التدريبية وورش العمل والمحاضرات.
- نشر الثقافة الشعرية في المجتمعات العربية.
- توثيق الهوية الشعرية العربية بكل أشكالها وألوانها.
- تعزيز دور التقنية الحديثة ومواقع التواصل في نشر وتوثيق الشعر العربي.[7]

## شروط الجائزة
يشترط للترشح للجائزة أن لا يتقدم أي عضو من لجان التحكيم التقدم للجائزة في نفس السنة التي يشارك في التحكيم بها، وأن يكون الشاعر عربي معاصر، وسبق له نشر أعمال شعرية أو دواوين، وأن يتم ترشيح العمل الشعري أو توصيته من خلال إحدى جمعيات الثقافة والفنون أو النوادي الأدبية أو المؤسسات الثقافية المتخصصة، أو من خلال المؤسسات الفنية في الوطن العربي.

## الفائزون بالجائزة
| فرع الجائزة         | الفائز                   | الجنسية | الجائزة            |
| ------------------- | ------------------------ | ------- | ------------------ |
| الشعر العربي الفصيح | محمد عبد الله عبد الباري | السودان | 500 ألف ريال سعودي |
| الشعر المسرحي       | محمود أحمد خضر           | مصر     | 300 ألف ريال سعودي |
| الشعر المغنى        | كريم عودة لعيبي          | العراق  | 200 ألف ريال سعودي |

| فرع الجائزة                      | الفائز                      | الجنسية  | الجائزة            |
| -------------------------------- | --------------------------- | -------- | ------------------ |
| الشعر العربي الفصيح              | عبد اللطيف بن يوسف المبارك  | السعودية | 500 ألف ريال سعودي |
| الشعر المسرحي                    | سيد محمد عبد الرازق         | مصر      | 200 ألف ريال سعودي |
| الشعر المغنى                     | هيفاء بنت عبد الرحمن الجبري | السعودية | 200 ألف ريال سعودي |
| أفضل مبادرة في خدمة الشعر العربي | برنامج أمير الشعراء         | الإمارات | 100 ألف ريال سعودي |

| فرع الجائزة                      | الفائز                                | الجنسية  | الجائزة            |
| -------------------------------- | ------------------------------------- | -------- | ------------------ |
| التجربة الشعرية                  | عارف حمود الساعدي                     | العراق   | 500 ألف ريال سعودي |
| الشعر المسرحي                    | جيهان بركات                           | مصر      | 200 ألف ريال سعودي |
| القصيدة المغناة                  | إبراهيم حلوش                          | السعودية | 200 ألف ريال سعودي |
| أفضل مبادرة في خدمة الشعر العربي | جامعة أم القرى عن موسوعة الشعر العربي | السعودية | 100 ألف ريال سعودي |

| فرع الجائزة                     | الفائز                                              | الجنسية  | الجائزة            |
| ------------------------------- | --------------------------------------------------- | -------- | ------------------ |
| التجربة الشعرية                 | محمد بن عبد الله العلي (عن كامل أعماله)             | السعودية | 500 ألف ريال سعودي |
| جائزة الديوان                   | محمد الأمين جوب (عن ديوان كأغنية لن تكتمل)          | السنغال  | 200 ألف ريال سعودي |
| أفضل مشروع في خدمة الشعر العربي | بيت الشعر بالشارقة                                  | الإمارات | 100 ألف ريال سعودي |
| الشعر المسرحي                   | محمد إسماعيل عبد الله (عن مسرحية أعمى يلعب الشطرنج) | مصر      | 100 ألف ريال سعودي |
| جائزة القصيدة المغناة           | عبد العزيز سعود البابطين (عن أغنية لن أسلاكم)       | الكويت   | 100 ألف ريال سعودي |

| م | فرع الجائزة                                      | الفائز | الجنسية  | الجائزة            |
| - | ------------------------------------------------ | --- | -------- | ------------------ |
| 1 | التجربة الشعرية                                  | عبد الكريم الطبال | المغرب   | 500 ألف ريال سعودي |
| 2 | الديوان                                          | ابتهال تريتر | السودان  | 100 ألف ريال سعودي |
| 3 | الشعر المسرحي                                    | محمود عبد الله درويش عقاب | مصر      | 100 ألف ريال سعودي |
| 4 | القصيدة المغناة                                  | مهدي كامل منصور (أغنية يا قاتلي) غناء الفنانة فايا يونان | لبنان    | 200 ألف ريال سعودي |
| 5 | أفضل مبادرة في خدمة الشعر العربي                 | مجلة (اليمامة) | السعودية | 100 ألف ريال سعودي |
| 6 | الشاعر الواعد لطلبة الثانوية والجامعات السعوديين | طلبة الجامعات: - عبدالله علي محمد خيري من جامعة الإمام محمد بن سعود الإسلامية - مالك غازي موسى الحكمي من جامعة نجران - سعد إبراهيم محمد عسيري من جامعة الملك فهد للبترول والمعادن - عبدالله سالم جبار القيسي من جامعة الملك خالد - سلطان موسى سعيد الرشيدي من جامعة القصيم | السعودية | 60 ألف ريال سعودي  |
| 6 | الشاعر الواعد لطلبة الثانوية والجامعات السعوديين | طلبة الثانوية: - هبة رويشد راشد الحربي من الإدارة العامة لتعليم جدة - عبدالله حزام جابر الحارثي من الإدارة العامة لتعليم الطائف | السعودية | 40 ألف ريال سعودي  |

## عبد الله الفيصل آل سعود
تحمل الجائزة اسم الشاعر الراحل الأمير عبد الله الفيصل، وهو شاعر كبير من شعراء الأغنية العربية (الفصحى والنبطي) تغنى بقصائده العديد من نجوم الغناء العربي والشعبي أبرزهم أم كلثوم، اهتم بالكتابة عن شعره الكثير من الباحثين والنقاد سواء أكانت كتابات في صحف ودوريات أو دراسات متخصصة في رسائل جامعية، ولعل أبرز من كتبوا عنه الدكتور طه حسين، والدكتور أحمد كمال ذكي، والدكتور حسن الهويمل والدكتور سعد ظلام والدكتور صابر عبد الدايم.